# Жабки (Московская область)
Жа́бки — деревня в муниципальном округе Егорьевск Московской области России.

## Название
Упоминается в 1577 году как село Жабки на реке Цне, а под ним речка Жабка. Таким образом, деревня названа по речке Жабка. В XIX веке название села писалось Жабка (им.п., род.п. - Жабки). Также возможна связь с некалендарным личным именем Жабка.

## География
Деревня Жабки расположена в восточной части муниципального округа Егорьевск, примерно в 26 километрах к юго-востоку от города Егорьевск. В 500 метрах к востоку от деревни протекает река Цна. Высота над уровнем моря 121 метров.

## История
В 1858 году, по данным X ревизии крестьяне села принадлежали подполковнику Вырубову Петру Ивановичу и майору Волкову Ивану Петровичу (в 1861 году уже помещице Волковой). После 1861 года село вошло в состав Починковской волости Егорьевского уезда. В селе имелась земская школа и трактир.
В 1907—1916 году была выстроена каменная Никольская церковь.

### Административно-территориальная принадлежность
В 1926 году деревня входила в Жабковский сельсовет Починковской волости Егорьевского уезда.
До 1994 года Жабки входили в состав Починковского сельсовета Егорьевского района, в 1994—2004 годы — Починковского сельского округа, а в 2004—2006 годы — Подрядниковского сельского округа.
До 2015 года входила в состав сельского поселения Юрцовское.
В 2015 году вошла в состав городского округа Егорьевск, образованного в том же году путём упразднения Егорьевского района и объединения всех его поселений в единый городской округ.

## Демография
В 1885 году в селе проживало 281 человек, в 1905 году — 303 человека (138 мужчин, 165 женщин), а в усадьбе церковного причта 11 человек (4 мужчины и 7 женщин), в 1926 году — 311 человек (139 мужчин, 172 женщины). По переписи 2002 года — 17 человек (5 мужчин, 12 женщин). Население — 38 человек (2010).
| 1859 | 1868 | 1885 | 1905 | 1926 | 2002 | 2006 |
| ---- | ---- | ---- | ---- | ---- | ---- | ---- |
| 229  | ↘217 | ↗281 | ↗314 | ↘311 | ↘17  | ↘7   |
| 2010 |      |      |      |      |      |      |
| ↗38  |      |      |      |      |      |      |

В январе 2016 года настоятель Никольского храма в Жабках священник Георгий Плотников отмечал: «Само село Жабки уже можно считать вымершим. Постоянных жителей осталось в нём всего два человека. Оживают Жабки только летом, когда в купленные деревенские дома приезжают горожане. Они-то и приходят в наш храм».

## Галерея

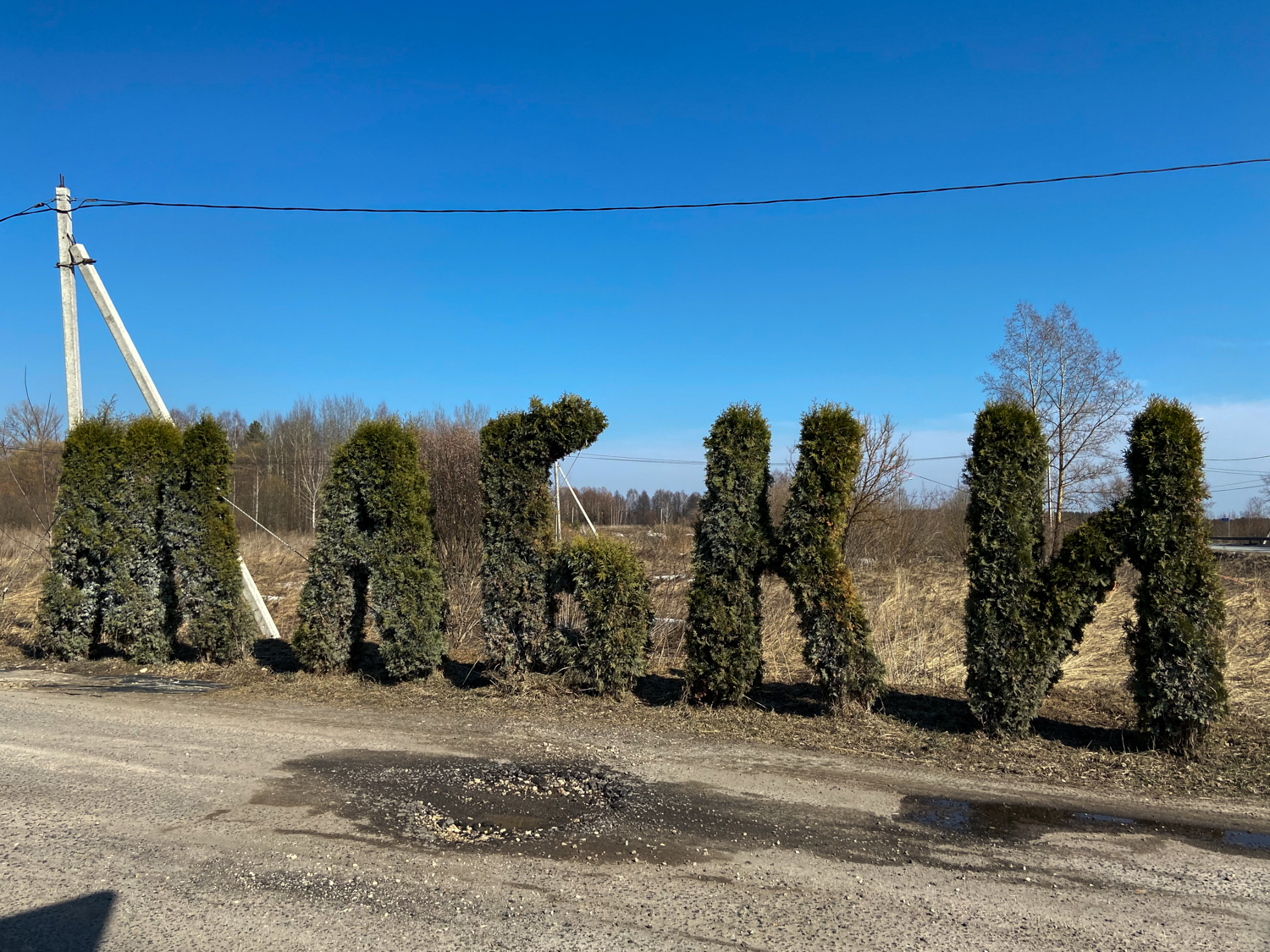
На въезде в деревню Жабки